# Università Carleton

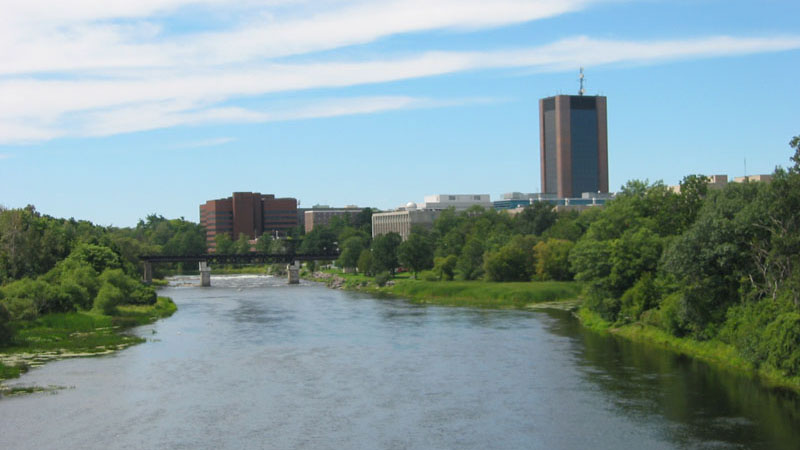
Vista del campus dell'Università Carleton dal fiume Rideau.

L'Università Carleton (inglese: Carleton University) è un'università con sede ad Ottawa, in Canada.
Fondata nel 1942 come Carleton College, l'Università Carleton è rinomata per i suoi programmi di studio su giornalismo ed affari internazionali, ed offre corsi ai livelli Bachelor e Master (equivalenti rispettivamente alle lauree triennale e specialistiche italiane), oltre a vari programmi di dottorato di ricerca.
L'Università Carleton, il cui campus ha sede nella parte meridionale cittadina, è esclusivamente anglofona, a differenza dell'Università di Ottawa, l'altro ateneo della capitale canadese, che è bilingue e al quale fa riferimento la maggior parte francofona della zona, con la quale vi è una accesa rivalità, in particolare a livello sportivo. Il team sportivo universitario ufficiale è i Carleton Ravens.
Ad essa è stato dedicato il minerale carletonite.

## Rettori
- Gerhard Herzberg
- Lester Pearson